# Gostynin
Gostynin (prononciation : [ɡɔsˈtɨɲin]) est une ville polonaise du powiat de Gostynin de la voïvodie de Mazovie dans le centre de la Pologne.
Elle forme une gmina urbaine du powiat de Gostynin.

## Histoire
Établie au XIIIe siècle comme village, Gostynin reçoit le statut de ville en 1382.
De 1975 à 1998, la ville appartenait administrativement à la voïvodie de Płock.

## Démographie
Recensement du 31 décembre 2012
| Description | Total     | Total | Femmes    | Femmes | Hommes    | Hommes |
| ----------- | --------- | ----- | --------- | ------ | --------- | ------ |
|             | habitants | %     | habitants | %      | habitants | %      |
| Population  | 19412     | 100   | 10203     | 52,4   | 9209      | 47,6   |

## Relations internationales

### Jumelage
La ville de Gostynin est jumelée avec:
- Allemagne - Langenfeld
- France - Senlis
- Slovaquie - Senec